# Issenhausen
Issenhausen es una localidad y comuna francesa, situada en el departamento de Bajo Rin en la región de Alsace.
Su nombre proviene del vocablo en idioma alemán Issen o "hierro", en referencia a varias minas próximas de este mineral.
En 1127 era propiedad de los abades de Marmoutier, pasando a la familia de Hanau-Lichtenberg y adoptando su nombre en 1480. En 1546, la Reforma fue introducida y en 1790, la villa se integró en la comarca de Bouxwiller hasta que en 1801 paso a la juridisción de la de  Hochfelden
| 70 | 78 | 80 | 85 | 74 | 89 |
| Para los censos de 1962 a 1999 la población legal corresponde a la población sin duplicidades (Fuente: INSEE [Consultar]) |    |    |    |    |    |